# Xiuhtecuhtli

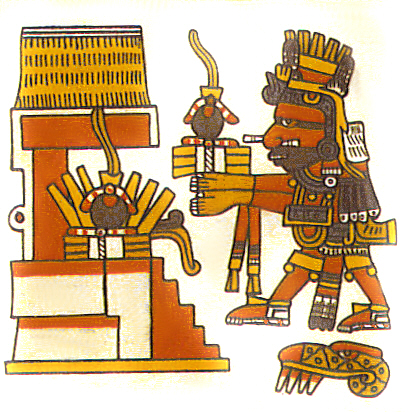
Xiuhtecuhtli, Codex Borgia

Xiuhtecuhtli  (nom nahuatl composé de « xiuhtic », « bleu-vert, couleur turquoise » et de « tecuhtli », « seigneur », est le dieu du feu et du temps dans la mythologie aztèque.
Il est présent dans le panthéon de nombreux peuples de Méso-Amérique. Il est considéré comme une manifestation d'Ometecuhtli. On l'assimile fréquemment à Huehueteotl,, le « vieux dieu » qui, selon Bernardino de Sahagún, aurait été une simple épithète de Xiuhtecuhtli. Cependant, ils n'avaient pas les mêmes attributs : Huehueteotl, à la différence de Xiuhtecuhtli, est systématiquement représenté sous les traits d'un homme âgé ; la turquoise (« xiuitl » en nahuatl) est un attribut représentatif de Xiuhtecuhtli, mais pas de Huehueteotl.
Ses fils sont Xiuhtecuhtli-Xoxoauhqui, Xiuhtecuhtli-Cozauhqui, Xiuhtecuhtli-Iztac, Xiuhtecuhtli-Tlatlauhqui.

## Représentation
La moitié inférieure de son visage est couverte de peinture noire, tandis que la partie supérieure est rouge. Sa tête est ornée d'un diadème avec un oiseau appelé xiuhtótotl, en nahuatl (Cotinga amabilis). Il porte fréquemment un xiuhcoatl dans le dos.
Une de ses représentations les plus connues est la première page du Codex Fejérváry-Mayer.

## Xiuhtecuhtli dans le calendrier divinatoire

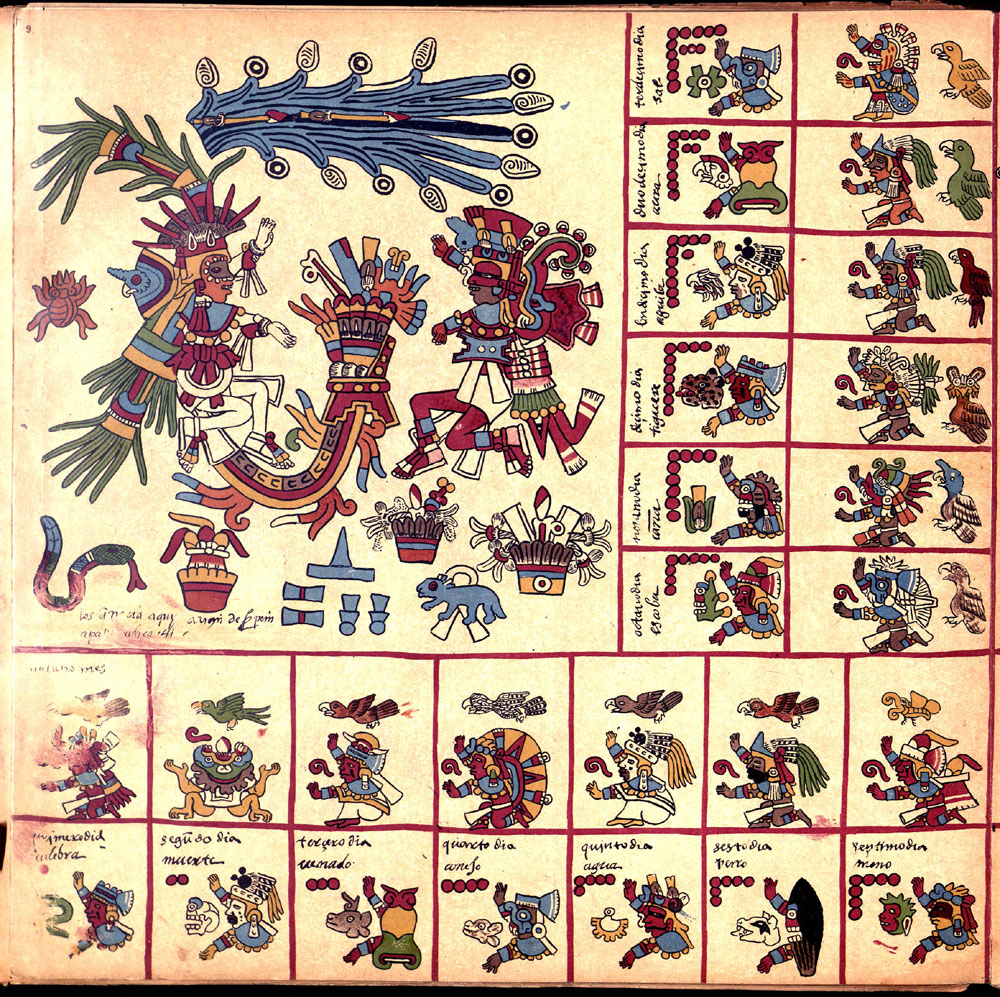
Tlahuizcalpantecuhtli (à gauche) et Xiuhtecuhtli (à droite) présidant la neuvième treizaine dans le Codex Borbonicus

Dans le calendrier divinatoire aztèque (tonalpohualli, en nahuatl), Xiuhtecuhtli préside au jour «Eau» et à la partie diurne du premier jour, pour laquelle il est associé avec le colibri bleu. Il préside en outre à la neuvième treizaine, avec Tlahuizcalpantecuhtli, ainsi qu'à la vingtième, avec Itzapaltotec.